# Eleições no Território Federal de Rondônia em 1970
As eleições no território federal de Rondônia em 1970 ocorreram em 15 de novembro como parte das eleições gerais em 22 estados e nos territórios federais do Amapá e Roraima. Neste caso, a Constituição de 1967 fixou, e a Emenda Constitucional Número Um de 1969 ratificou, a eleição de um deputado federal para representar cada um dos territórios federais então existentes.

## Resultado da eleição para deputado federal
Conforme o Tribunal Superior Eleitoral, foram apurados 8.157 votos nominais (93,29%), 137 votos em branco (1,57%) e 450 votos nulos (5,14%), resultando no comparecimento de 8.744 eleitores. Nos territórios federais representados por um deputado federal, será observado o princípio do voto majoritário.

### Chapa do MDB
| Candidatos a deputado federal em 1970 | Partido | Votação | Percentual | Cidade onde nasceu | Unidade federativa | Observações |
| Jerônimo Santana                      | MDB     | 5.093   | 62,44%     | Jataí              | Goiás              | [ 7 ]       |
| Luiz Gonzaga da Cruz Mattos           | MDB     |         |            |                    |                    |             |
| Fontes:                               |         |         |            |                    |                    |             |

### Chapa da ARENA
| Candidatos a deputado federal em 1970 | Partido | Votação | Percentual | Cidade onde nasceu | Unidade federativa | Observações |
| Emanuel Pinto                         | ARENA   | 3.064   | 37,56%     | Belém              | Pará               | [ 8 ]       |
| Hegel Morhy                           | ARENA   |         |            | Manaus             | Amazonas           | [ 9 ]       |
| Fontes:                               |         |         |            |                    |                    |             |